# Премія «Оскар» за найкращий грим та зачіски
Премія «Оскар» за найкращий грим — нагорода, яку, починаючи з 1981 року, щорічно присуджує Академія кінематографічних мистецтв і наук.
Нагороду було започатковано після того, як до Академії почали надходити численні скарги на те, що робота гримера у фільмі «Людина-слон» не отримає заслуг. Хоча ця кінострічка так і не була висунута на здобуття премії «Оскар» у пропонованій номінації, категорія була закріплена і щорічно вручається й дотепер. Раніше гримери мали право тільки на отримання спеціальної нагороди за досягнення у своїй роботі.
За визначенням Американської кіноакадемії, грим — будь-які зміни в зовнішньому вигляді, обличчя, волосся, тіла виконавця, створені в результаті застосування косметичних засобів, тривимірних матеріалів, протезів або перук і шиньйонів, які безпосередньо наносяться на обличчя виконавця або його тіло. Оскільки грим є певним досягненням у конкретному ремеслі, він повинен визначатися візажистами та перукарями відділення Виконавчого комітету Американської кіноакадемії.
Спочатку, як правило, щороку номінувалися тільки три фільми. Виняток — початок 1980-х років, коли було тільки два кандидати, і 1999 рік, коли було чотири кандидатури на цю нагороду. З 92-ої церемонії вручення нагород номінуються п'ять фільмів, як у більшості категорій.

## Переможці та номінанти

### 1960-ті
| Церемонія             | Фільм            | Номінанти |
| --------------------- | ---------------- | --------- |
| 37-ма (1965)          |                  |           |
| «7 облич доктора Лао» | Вільям Дж. Таттл |           |
| 41-ша (1969)          |                  |           |
| «Планета мавп»        | Джон Чемберс     |           |

### 1980-ті
| Церемонія                                        | Фільм                              | Номінанти |
| ------------------------------------------------ | ---------------------------------- | --------- |
| 54-та (1982)                                     |                                    |           |
| ★ «Американський перевертень у Лондоні»          | Рік Бейкер                         |           |
| «Heartbeeps»                                     | Стен Вінстон                       |           |
| 55-та (1983)                                     |                                    |           |
| ★ «Боротьба за вогонь»                           | Сара Монзані, Мішель Бурке         |           |
| «Ганді»                                          | Том Сміт                           |           |
| 56-та (1984)                                     |                                    |           |
| Премію не надано                                 |                                    |           |
| 57-ма (1985)                                     |                                    |           |
| ★ «Амадей»                                       | Пол ЛеБланк, Дік Сміт              |           |
| «Космічна одіссея 2010 року»                     | Майкл Вестмор                      |           |
| «Грейсток: Легенда про Тарзана, повелителя мавп» | Рік Бейкер, Пол Енджелен           |           |
| 58-ма (1986)                                     |                                    |           |
| ★ «Маска»                                        | Майкл Вестмор, Золтан Елек         |           |
| «Барва пурпурова»                                | Кен Чейз                           |           |
| «Ремо Вільямс: Пригода починається»              | Карл Фуллертон                     |           |
| 59-та (1987)                                     |                                    |           |
| ★ «Муха»                                         | Кріс Волас, Стефан Дюпуі           |           |
| «Клан печерного ведмедя»                         | Майкл Вестмор, Мішель Бурке        |           |
| «Легенда»                                        | Роб Боттін, Пітер Робб-Кінг        |           |
| 60-та (1988)                                     |                                    |           |
| ★ «Гаррі і Гендерсони»                           | Рік Бейкер                         |           |
| «З Новим роком»                                  | Боб Лейден                         |           |
| 61-ша (1989)                                     |                                    |           |
| ★ «Бітлджюс»                                     | Ве Нілл, Стів Лапорте              |           |
| «Поїздка до Америки»                             | Рік Бейкер                         |           |
| «Нова різдвяна казка»                            | Томас Бармен, Барі Дрейбент-Бармен |           |

### 1990-ті
| Церемонія                           | Фільм                                              | Номінанти |
| ----------------------------------- | -------------------------------------------------- | --------- |
| 62-га (1990)                        |                                                    |           |
| ★ «Водій міс Дейзі»                 | Манліо Рочетті, Лінн Барбер, Кевін Гейні           |           |
| «Пригоди барона Мюнхгаузена»        | Меггі Вестон, Фабріціо Сфорца                      |           |
| «Батько»                            | Дік Сміт, Кен Діас, Грег Нельсон                   |           |
| 63-тя (1991)                        |                                                    |           |
| ★ «Дік Трейсі»                      | Джон Каліоне мол., Даг Дрекслер                    |           |
| «Сірано де Бержерак»                | Мішель Бурке, Жан-П'єр Ейхенне                     |           |
| «Едвард Руки-ножиці»                | Ве Ніл, Стен Вінстон                               |           |
| 64-та (1992)                        |                                                    |           |
| ★ «Термінатор 2: Судний день»       | Стен Вінстон, Джефф Довн                           |           |
| «Капітан Гак»                       | Крістіна Сміт, Монті Вестмор, Грег Канном          |           |
| «Зоряний шлях 6: Невідкрита країна» | Майкл Міллс, Едвард Френч, Річард Снелл            |           |
| 65-та (1993)                        |                                                    |           |
| ★ «Дракула»                         | Грег Канном, Мішель Бурке, Метью В. Мангл          |           |
| «Бетмен повертається»               | Ве Ніл, Ронні Спектер, Стен Вінстон                |           |
| «Гоффа»                             | Ве Ніл, Грег Канном, Джон Блейк                    |           |
| 66-та (1994)                        |                                                    |           |
| ★ «Місис Даутфайр»                  | Грег Канном, Ве Ніл, Йоланда Туссіенг              |           |
| «Список Шиндлера»                   | Крістіна Сміт, Метью В. Мангл, Джудіт А. Корі      |           |
| «Філадельфія»                       | Карл Фуллертон, Алан Д'Анжеріо                     |           |
| 67-ма (1995)                        |                                                    |           |
| ★ «Ед Вуд»                          | Ве Ніл, Рік Бейкер, Йоланда Туссіенг               |           |
| «Франкенштейн Мері Шеллі»           | Деніел Паркер, Пол Енгелен, Керол Хеммінг          |           |
| «Форрест Ґамп»                      | Деніел К. Стріпеке, Геллі Д'Амор, Джудіт А. Корі   |           |
| 68-ма (1996)                        |                                                    |           |
| ★ «Хоробре серце»                   | Пітер Фремптон, Пол Паттісон, Лоіс Бервелл         |           |
| «Сусіди по кімнаті»                 | Грег Канном, Боб Ладен, Коллін Каллаган            |           |
| «Моя сім'я»                         | Кен Діаз, Марк Санчес                              |           |
| 69-та (1997)                        |                                                    |           |
| ★ «Божевільний професор»            | Рік Бейкер, Девід Лерой Андерсон                   |           |
| «Привиди Міссісіпі»                 | Метью В. Мангл, Дебора Ла Міа Денавер              |           |
| «Зоряний шлях: Перший контакт»      | Майкл Вестмор, Скотт Вілер, Джейк Гарбер           |           |
| 70-та (1998)                        |                                                    |           |
| ★ «Люди в чорному»                  | Рік Бейкер, Девід Лерой Андерсон                   |           |
| «Титанік»                           | Тіна Ерншоу, Грег Канном, Саймон Томпсон           |           |
| «Місіс Браун»                       | Ліза Весткотт, Вероніка Бребнер, Беверлі Бінда     |           |
| 71-ша (1999)                        |                                                    |           |
| ★ «Єлизавета»                       | Дженні Ширкор                                      |           |
| «Врятувати рядового Раяна»          | Лоіс Бервелл, Конор О'Салліван, Деніел К. Стріпеке |           |
| «Закоханий Шекспір»                 | Ліза Весткотт, Вероніка Бребнер                    |           |

### 2000-ні
| Церемонія                                             | Фільм                                 | Номінанти |
| ----------------------------------------------------- | ------------------------------------- | --------- |
| 72-га (2000)                                          |                                       |           |
| «Гармидер»                                            | Крістін Бланделл, Трефор Проуд        |           |
| «Остін Паверс: Шпигун, який мене спокусив»            | Мішель Берк, Майк Смитсон             |           |
| «Двохсотрічна людина»                                 | Грег Кенном                           |           |
| «Життя»                                               | Рік Бейкер                            |           |
| 73-тя (2001)                                          |                                       |           |
| «Як Ґрінч украв Різдво»                               | Рік Бейкер, Гейл Раян                 |           |
| «Клітка»                                              | Мішель Берк, Едуард Ф. Енрікес        |           |
| «Тінь вампіра»                                        | Енн Б'юкенен, Ембер Сіблі             |           |
| 74-та (2002)                                          |                                       |           |
| «Володар перснів: Братерство персня»                  | Пітер Овен, Річард Тейлор             |           |
| «Ігри розуму»                                         | Грег Кенном, Коллін Каллаган          |           |
| «Мулен Руж!»                                          | Мауріціо Сільві, Альдо Синьйоретті    |           |
| 75-та (2003)                                          |                                       |           |
| «Фріда»                                               | Джон Джексон, Беатріс Де Альба        |           |
| «Машина часу»                                         | Джон М. Елліот мол., Барбара Лоренц   |           |
| 76-та (2004)                                          |                                       |           |
| «Володар перснів: Повернення короля»                  | Річард Тейлор та Пітер Кінг           |           |
| «Володар морів»                                       | Едуард Ф. Енрікес та Іоланда Тоуссінг |           |
| «Пірати Карибського моря: Прокляття «Чорної перлини»» | Ве Нілл та Мартін Семюел              |           |
| 77-ма (2005)                                          |                                       |           |
| «Лемоні Снікет: 33 нещастя»                           | Валлі О'рейллі, Білл Корсо            |           |
| «Страсті Христові»                                    | Кіт Вандерлаан, Крістіен Тінслі       |           |
| «Море всередині»                                      | Джо Аллен, Маноло Гарсія              |           |
| 78-ма (2006)                                          |                                       |           |
| «Хроніки Нарнії: Лев, чаклунка та шафа»               | Говард Бергер, Тамі Лейн              |           |
| «Нокдаун»                                             | Девід Лерой Андерсон, Ленс Андерсон   |           |
| «Зоряні війни. Епізод III: Помста ситхів»             | Дейв Елсі, Ніккі Гулі                 |           |
| 79-та (2007)                                          |                                       |           |
| «Лабіринт Фавна»                                      | Девід Марті та Монці Рібе             |           |
| «Апокаліпто»                                          | Альдо Сіньоретті та Вітторіо Содано   |           |
| «Клік: З пультом по життю»                            | Казухиро Цуджі і Білл Корсо           |           |
| 80-та (2008)                                          |                                       |           |
| «Життя в рожевому кольорі»                            | Дідьє Лавернь, Жан Арчибальд          |           |
| «Заціпка Норбіта»                                     | Рік Бейкер, Казухиро Цуджі            |           |
| «Пірати Карибського моря: На краю світу»              | Ве Нілл, Мартін Семюел                |           |
| 81-ша (2009)                                          |                                       |           |
| «Загадкова історія Бенджаміна Баттона»                | Грег Канном                           |           |
| «Темний лицар»                                        | Джон Каліоне мол. і Конор О'Салліван  |           |
| «Хеллбой 2: Золота армія»                             | Майк Елізалд і Том Флутц              |           |

### 2010-ті
| Церемонія                                       | Фільм                                                        | Номінанти |
| ----------------------------------------------- | ------------------------------------------------------------ | --------- |
| 82-га (2010)                                    |                                                              |           |
| «Зоряний шлях»                                  | Барні Бурман, Мінді Голл і Джоел Гарлоу                      |           |
| «Прекрасний»                                    | Альдо Синйоретті                                             |           |
| «Молода Вікторія»                               | Джон Генрі Гордон і Дженні Ширкор                            |           |
| 83-та (2011)                                    |                                                              |           |
| «Людина-вовк»                                   | Рік Бейкер і Дейв Елсі                                       |           |
| «Версія Барні»                                  | Адріен Морот                                                 |           |
| «Зворотний шлях»                                | Едуард Ф. Енрікес, Грегорі Фанк та Іоланда Тоссінг           |           |
| 84-та (2012)                                    |                                                              |           |
| «Залізна леді»                                  | «Марк Кульє і Дж. Рой Гелланд                                |           |
| «Таємничий Альберт Ноббс»                       | Маршел Корневіел, Лінн Джонсон і Мафі Манґло                 |           |
| «Гаррі Поттер і смертельні реліквії: частина 2» | Нік Дадмен, Аманда Найт і Ліза Томблін                       |           |
| 85-та (2013)                                    |                                                              |           |
| «Знедолені»                                     | Ліза Весткотт і Джулі Дартнелл                               |           |
| «Гічкок»                                        | Говард Бергер, Пітер Монтанья та Мартін Самуель              |           |
| «Хоббіт: Несподівана подорож»                   | Пітер Кінг, Рик Фіндлатер, Тамі Лейн                         |           |
| 86-та (2014)                                    |                                                              |           |
| «Далласький клуб покупців»                      | Адруїта Лі, Робін Метьюз                                     |           |
| «Поганий дідусь»                                | Стівен Проуті                                                |           |
| «Самотній Рейнджер»                             | Джоел Харлоу, Глорія Паскуа-Касні                            |           |
| 87-ма (2015)                                    |                                                              |           |
| «Готель „Ґранд Будапешт“»                       | Френсіс Хеннон, Марк Кулір                                   |           |
| «Вартові галактики»                             | Елізабет Янні-Джорджу, Девід Вайт                            |           |
| «Мисливець на лисиць»                           | Білл Корсо, Денніс Лідд'ярд                                  |           |
| 88-ма (2016)                                    |                                                              |           |
| «Шалений Макс: Дорога гніву»                    | Леслі Вандерволт, Елка Вардега, Дем'ян Мартін                |           |
| «Столітній старий, який виліз у вікно і зник»   | Лав Ларсон, Єва фон Бар                                      |           |
| «Легенда Г'ю Гласса»                            | Шан Грігг, Дункан Джармен, Роберт Пандіні                    |           |
| 89-та (2017)                                    |                                                              |           |
| «Загін самогубців»                              | Алессандро Бертолацці, Джорджіо Грегоріні, Крістофер Нельсон |           |
| «Людина на ім'я Уве»                            | Ева фон Бар і Лав Ларсон                                     |           |
| «Стартрек: За межами Всесвіту»                  | Джоел Харлоу та Річард Алонцо                                |           |
| 90-та (2018)                                    |                                                              |           |
| «Темні часи»                                    | Кадзухіро Цудзі, Девід Малиновський та Люсі Сіббік           |           |
| «Вікторія та Абдул»                             | Деніел Філліпс та Лу Шеппард                                 |           |
| «Диво»                                          | Ар'єн Туйтен                                                 |           |
| 91-ша (2019)                                    |                                                              |           |
| «Влада»                                         | Грег Кенном, Кейт Біско та Патриція Дегані                   |           |
| «На межі світів»                                | Йоран Лундстрем та Памела Голдаммер                          |           |
| «Марія – королева Шотландії»                    | Дженні Ширкор, Марк Пілчер та Джессіка Брукс                 |           |

### 2020-ті
| Церемонія                         | Фільм                                                          | Номінанти |
| --------------------------------- | -------------------------------------------------------------- | --------- |
| 92-га (2020)                      |                                                                |           |
| «Секс-бомба»                      | Казухіро Цуджі, Енн Морган, Вівіан Бейкер                      |           |
| «Джокер»                          | Нікі Ледерманн, Кей Георгіу                                    |           |
| «Джуді»                           | Джеремі Вудхед                                                 |           |
| «Чаклунка: Володарка темряви»     | Пол Гуч, Арджен Туйтен, Девід Вайт                             |           |
| «1917»                            | Наомі Донн, Трістан Верслуйс, Ребекка Коул                     |           |
| 93-тя (2021)                      |                                                                |           |
| «Ма Рейні: Мати блюзу»            | Матікі Енофф, Міа Ніл, Ларрі М. Черрі                          |           |
| «Емма»                            | Марез Ланґан, Лаура Аллен, Клаудія Штольце                     |           |
| «Сільська елегія»                 | Ерін Крюгер Мекаш, Патрісія Дехані, Метью Манґл                |           |
| «Манк»                            | Кімберлі Спітері, Джиджи Вільямс                               |           |
| «Пригоди Піноккіо»                | Далія Коллі, Анна Кібер, Себастьян Локменн, Стівен Мерфі       |           |
| 94-та (2022)                      |                                                                |           |
| «Очі Таммі Фей»                   | Лінда Даудс, Стефані Інгрем, Джастін Релі                      |           |
| «Дім Гуччі»                       | Йоран Лундстрем, Анна Карін Лок, Фредерік Аспірас              |           |
| «Дюна»                            | Дональд Моват, Лав Ларсон, Єва фон Бар                         |           |
| «Круелла»                         | Надя Стейсі, Наомі Донн, Джулія Вернон                         |           |
| «Поїздка до Америки 2»            | Майк Марино, Стейсі Морріс, Карла Фармер                       |           |
| 95-та (2023)                      |                                                                |           |
| «Кит»                             | Едріан Моро, Джуді Чін, Енн Марі Бредлі                        |           |
| «На західному фронті без змін»    | Хайке Меркер, Лінда Ейзенхамерова                              |           |
| «Бетмен»                          | Наомі Донн, Майк Маріно, Майк Фонтейн                          |           |
| «Чорна пантера: Ваканда назавжди» | Камілла Френд, Джоел Харлоу                                    |           |
| «Елвіс»                           | Марк Кулер, Джейсон Берд, Альдо Синьоретті                     |           |
| 96-та (2024)                      |                                                                |           |
| «Бідолашні створіння»             | Надя Стейсі, Марк Кульє, Джош Вестон                           |           |
| «Голда»                           | Карен Хартлі Томас, Сьюзі Баттерсбі та Ашра Келлі-Блю          |           |
| «Маестро»                         | Кей Георгіу, Казу Гіро, Лорі МакКой-Белл                       |           |
| «Оппенгеймер»                     | Луїза Абель                                                    |           |
| «Снігова спільнота»               | Ана Лопес-Пуігсервер, Давід Марті, Монтсе Рібе                 |           |
| 97-ма (2025)                      |                                                                |           |
| «Субстанція»                      | П'єр-Олівер Персен, Стефані Гійон, Мерілін Скарселлі           |           |
| «Інша людина»                     | Майк Маріно, Девід Престо, Крістал Хурадо                      |           |
| «Емілія Перес»                    | Джулія Флох Карбонель, Еммануель Жанв'є, Жан-Крістоф Спадачіні |           |
| «Носферату»                       | Девід Вайт, Трейсі Лодер, Сюзанна Стокс-Мунтон                 |           |
| «Wicked: Чародійка»               | Френсіс Геннон, Лора Блаунт, Сара Нут                          |           |